# Piper gaudichaudianum
Piper gaudichaudianum är en pepparväxtart som beskrevs av Carl Sigismund Kunth. Piper gaudichaudianum ingår i släktet Piper och familjen pepparväxter. Utöver nominatformen finns också underarten P. g. minor.